# John Nun Milner

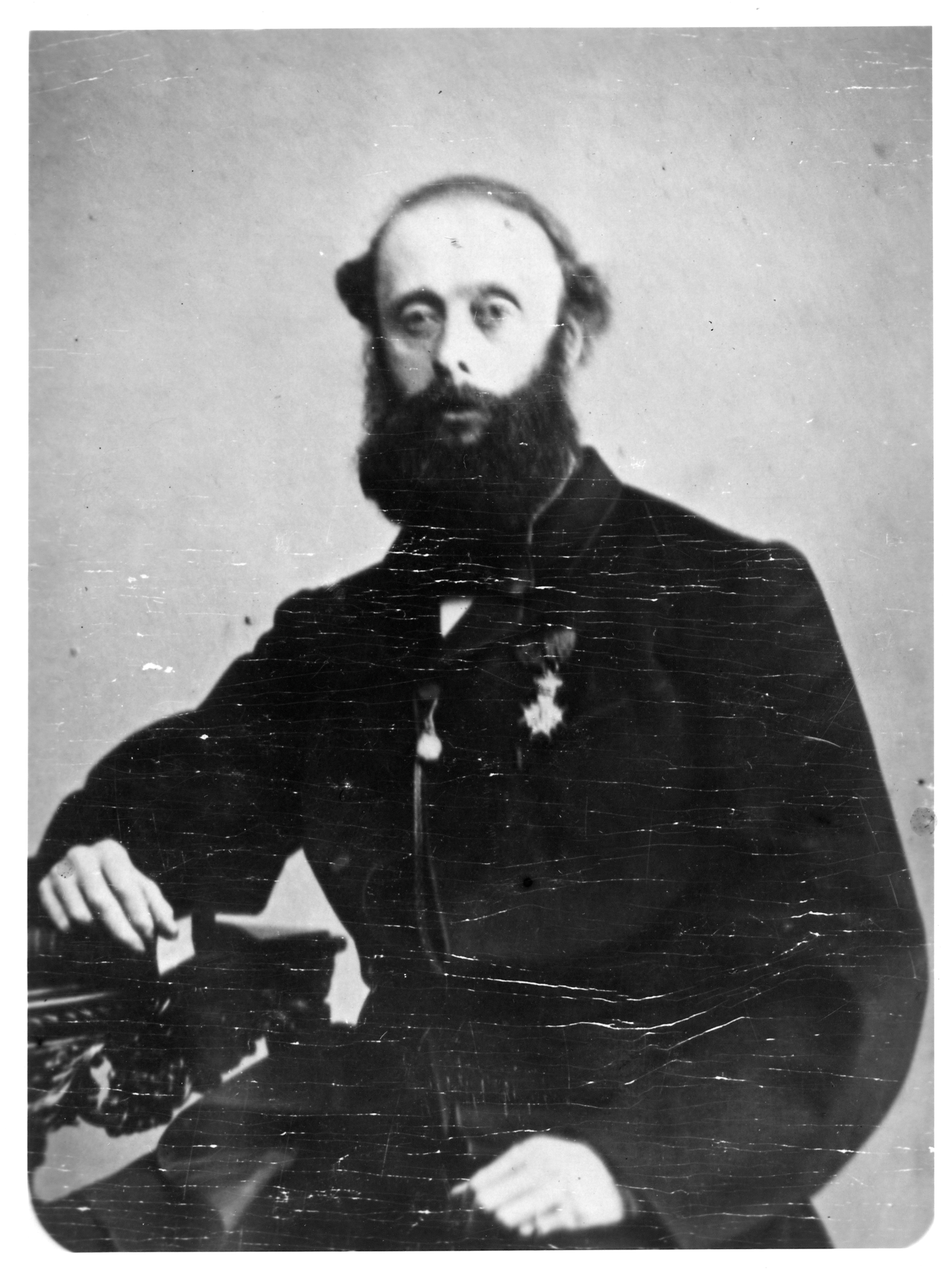
John Nun Milner på 1860-talet med Kungliga Vasaorden

John Nun Milner, född 20 mars 1820 i Manchester, Storbritannien, död 18 mars 1890 i Stockholm, var en brittisk civilingenjör som är känd för ett antal anläggningsprojekt i Kristianstad.  
Hans mest kända projekt var torrläggningen av Nosabysjön, men han uppförde också det första gasverket i Kristianstad. Han började sin verksamhet i Kristianstad med ett förslag på 1850-talet till järnväg Kristianstad/Hässleholm som aldrig blev byggd enligt detta förslag. Milner har fått en gata, Milnergatan och en gymnasieskola Milnerskolan uppkallad efter sig i Kristianstad.  

## Gasverk
Först 1860 fick Kristianstad ett gasverk, även om planeringen hade startat redan 1854. Det första gasverket låg vid nuvarande serviceboendet Sommarro, och delar av byggnaden var efter nedläggningen som gasverk brandstation i Kristianstad. 22 november 1859 slöts ett kontrakt mellan Milner och Kristianstad stad för att anlägga det första gasverket i staden. Uppgörelsen innebar att engelsmännen erbjöd sig att på egen bekostnad anlägga ett gasverk och betala upplysningen av gator och allmänna platser i staden enligt en plan uppgjord 1854. Stadens skulle garantera 3 000 Riksdaler banco årligen under 50 år. Sedan tillföll gasverket staden. Milner tröttnade på de utdragna diskussionerna i Kristianstad och var borta från staden i sex månader innan han återvände till staden i maj 1859, för att starta arbetet med vallen för att skilja Nosabyviken från Hammarsjön. Förhandlingarna om gasverket resulterade i ett underskrivet kontrakt 22 november 1859. Milner bodde i Helsingborg under denna tid. Han byggde 1857-1859 vid Gasverksgatan i Helsingborg ett gasverk. Med början 1859 uppfördes gasverket i Kristianstad med ångpannehus, ugnshus, reningshus, mätarhus, bodar för kol och koks, kontors- och bostadshus samt två gasklockor. Milner hade precis före blivit färdig med Helsingborgs gasverk. I december 1860 stod gasverket i Kristianstad färdigt och 100 gaslyktor lyste sedan upp staden.

## Invallningen av Helge å
Milners projekt hade två syften: att torrlägga det vattensjuka låglandet kring Kristianstad och förvandla den till jordbruksmark och kanalasera Helge å till Åhus. Om Nosabyviken vallades in och torrlades skulle den nya arealen jordbruksmark bara där bli drygt 1 200 tunnland. Han räknade också med arealer vid Araslövssjön och väster om Hammarsjön. Skördarna skulle finansiera  projektet. Bolaget förbehöll sig rätten till att bruka landvinningarna under 60 år. Avtal slöts 10 augusti 1858 med ett engelskt bolag med John Nun Milner, James Smith och William Gale. Planerna godkändes av svenska regeringen. Arbetet startade 1 juli 1859. Vallen byggdes 5 200 fot lång vilket motsvarar cirka 1 700 meter och den var cirka 8 meter (25 fot) bred. Vallen avdelade Nosabyviken från Udden till Hammars Pynt. Arbetsstyrkan på 200 man började bygga vallen från Hammarspynt vid Ekenabben i riktning mot Udden. För transport av material till vallen användes decauvillejärnväg med 60 cm cm spårvidd med tippvagnar. Fyllnadsmassorna togs direkt från Pynten vid Ekenabben och vid Udden. Arbetet visade sig vara svårare än beräknat och kostnaderna ökade. Sjöbottnens bärighet var sämre än väntat och flera ras inträffade. Vid Hammarspynt, där idag Pyntens pumpstation ligger, inträffade en dödsolycka och ytterligare en person blev livsfarligt skadad. Det uppstod också konflikter mellan engelsmännen och arbetarna. Avtalet anpassades därför två gånger 21 augusti 1861 och 3 mars 1863 på grund av dessa problem. Generalstabskartan över Kristianstad (skala 1:100 000) publicerades 1862. På kartan finns vallbygget utritat med en halvfärdig vall från Ekenabben. 
Det engelska bolagets kapital var inte så stort och efter vallbygget, då torrläggningen av Nosabyviken skulle utföras, kom företaget på obestånd. För att pumpa vatten ur den invallade sjön användes en ångmaskin och kostnaderna för kol blev stora. Smith och Gale drog sig ur och Milner klarade inte att ensam fullfölja planerna. Arbetet sattes på vänt under några år. Strandägarna slöt kontrakt om torrläggningen av den vunna marken. Planen att kanalisera Helge å övergavs och Milner skulle istället få full äganderätt till en del av den torrlagda marken. Diken anlades i den grunda Nosabysjön för att leda vattnet till lägsta punkten nära vallens mitt, där man inrättade en pumpstation. Arbetet med att torrlägga området drog ut på tiden och 1869 gick tiden för kontraktet ut och Milner tvingades lämna arbetet som fortsatt var ofullbordat. Andra intressenter övertog projektet.

## Milner bostäder i Kristianstad
Den 15 april 1863 köper Milner gården Hammar nummer 7 (nuvarande ridhuset vid Hammarslund). I Kristianstad bodde han senare i bland annat den så kallade Milnerska våningen, belägen i huset på Östra Storgatan 43, på andra våningen. Byggnaden är känd för de spektakulära stukaturerna med takmålningarna. 

## Milners senare liv
Milner flyttade en kort tid 1869-1870 till Köpenhamn men stannade inte länge i staden. 1870 flyttade han till Stockholm. Lite är känt om hans verksamhet där. Möjligen var han engagerad i en gruvverksamhet vid Sulitelma. John Nun Milner dog i Stockholm 18 mars 1890, två dagar före sin 70-årsdag. Enligt Sune Friström är han troligtvis begravd i Stockholm och inte på gamla kyrkogården i Kristianstad men dokumentation om gravplatsen saknas.